# Грендзиньский, Станислав
Станислав Грендзиньский (пол. Stanisław Grędziński; 19 октября 1945 года, Остжица — 19 января 2022 года) — польский легкоатлет, чемпион Европы, участник Олимпийских игр.

## Биография
Выпускник Вроцлавского политехнического университета (инженер-строитель, магистр).
Специализировался в беге на 400 метров. Также принимал участие в соревнованиях по бегу на 400 метров с барьерами.
Первых успехов добился на I Европейских юниорских играх 1964 года, где завоевал три серебряные медали.
Наибольших успехов добился на чемпионате Европы в Будапеште в 1966 году, где завоевал две золотые медали: в беге на 400 метров и в эстафете 4×400 метров (с Яном Вернером, Эдмундом Боровским и Анджеем Баденьским).
Во время Олимпийских игр в Мексике в 1968 году выступал в эстафете 4×400 м (другие члены команды — Ян Балаховский, Ян Вернер и Анджей Баденьский), где сборная Польши заняла 4-е место, отстав от немцев.
На чемпионате Европы в Афинах в 1969 году Станислав Грендзинский завоевал бронзовую медаль в беге на 400 м (победителем стал Ян Вернер). В эстафета 4×400 м поляки стали четвёртыми. Также был серебряным призёром чемпионата Европы в помещении в Вене 1970 года в эстафете 4 × 2 круга (также с Яном Балаховским, Яном Вернером и Анджеем Баденьским).
Дважды выигрывал чемпионат Польши на 400 м: в 1966 и 1969 годах. Его личный  рекорд на 400 м составил 45,83 секунды, установлен в 1969 году. Также был рекордсменом Польши на дистанции 200 м с барьерами (23,6 секунды, 24 июля 1965 года, Спала).
Выступал за клубы Гурник Валбжих и Шлёнск Вроцлав. После завершения карьеры стал спортивным функционером. Был президентом спортивного клуба Гурник Валбжих.
14 декабря 1999 года награждён Золотым крестом Заслуги за вклад в развитие спорта, за достижения в деятельности в Польской легкоатлетической ассоциации.
В 2018 году безуспешно баллотировался в Нижнесилезский Сеймик по списку «Независимых самоуправленцев».